# Sonet 32 (William Szekspir)

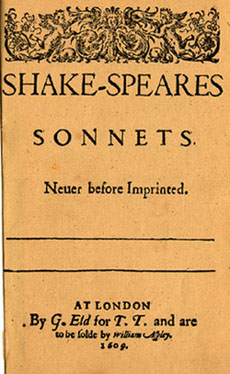
Strona tytułowa pierwszego wydania sonetów Shakespeare’a

Sonet 32 (Jeśli ów miły mi tak dzień przeżyjesz) – jeden z cyklu sonetów autorstwa Williama Shakespeare’a. Po raz pierwszy został opublikowany w 1609 roku.

## Treść
W utworze tym podmiot liryczny zwraca się z prośbą do tajemniczego młodzieńca, aby ten, po jego śmierci, wspominając go, sięgnął po jego poezję.